# RWD-9
RWD-9 – polski samolot sportowy, rozwinięcie konstrukcji RWD-6, zwycięzca zawodów Challenge 1934.

## Historia

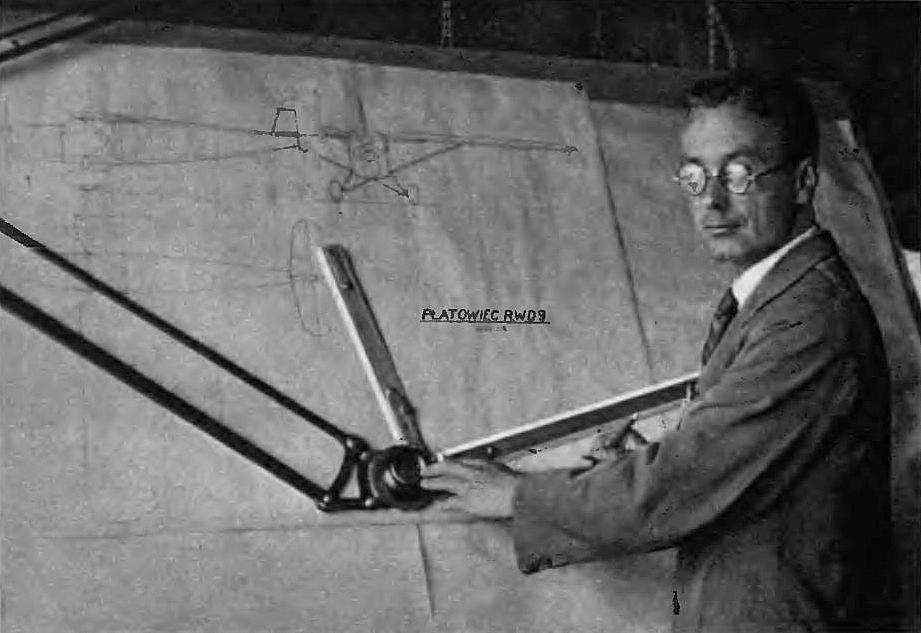
Inżynier Jerzy Drzewiecki planujący samolot RWD-9

Samolot RWD-9 projektowano jako rozwinięcie RWD-6, z myślą o starcie w zawodach Challange w 1934 roku. Wymogi konkursu spowodowały, że nowa konstrukcja była projektowana jako maszyna czteromiejscowa o mocniejszym silniku. Z racji dostępności amerykańskiego silnika Menasco o mocy 195 kW (265 KM) prototyp został w niego wyposażony. Budowę prototypu sfinansowało Ministerstwo Komunikacji, był gotowy już 8 października 1932 r. Jego oblotu na lotnisku mokotowskim dokonał 4 grudnia pilot doświadczalny RWD Kazimierz Chorzewski. Do systematycznych prób przystąpiono od 4 stycznia 1933 r., zakończono je 16 lutego. Prototyp miał jeszcze skrzydło bez klap a lotki bezszczelinowe. Samolot, jego osiągi i właściwości pilotażowe, został oceniony przez pilota-oblatywacza bardzo wysoko. Drugi egzemplarz, z silnikiem Walter, oblatano 4 stycznia 1933 r.
Komitet im. Żwirki i Wigury zamówił 6 egzemplarzy samolotu (każdy był wyceniony na 25 000 zł). Środki na budowę samolotów zostały pozyskane w drodze publicznych składek. Drugi egzemplarz samolotu, noszący oznaczenie RWD-9W i wyposażony w silnik gwiazdowy Walter Bora, został oblatany 22 stycznia 1934 r. W lutym ruszyła produkcja seryjna, Doświadczalne Warsztaty Lotnicze przystąpiły do budowy 8 egzemplarzy samolotu. Sześć było przeznaczonych dla ekipy polskiej Challange a dwa dla czechosłowackiej. 4 egz. w wersji RWD-9S posiadała prototypowe polskie silniki gwiazdowe z reduktorem Skoda GR-760 o mocy 213 kW (290 KM) konstrukcji inż. Stanisława Nowkuńskiego, a 4 kolejne egzemplarze w wersji RWD-9W z czechosłowackimi silnikami Walter Bora o mocy 162 kW (220 KM). Samoloty miały malowane na burtach nazwy oznaczające darczyńców, którzy przyczynili się do ich budowy.  
Innowacyjnymi rozwiązaniami w RWD-9 były: zastosowanie interceptorów sprzężonych z lotkami (dla poprawy sterowności poprzecznej na małych prędkościach), szczelinowe klapy również sprzężone z lotkami i slotami (dla obniżenia prędkości minimalnej), sprawny system składania skrzydła (czas jedynie 44 sekundy), podwozie z amortyzacją o dużym skoku i skutecznymi hamulcami (dla skrócenia dobiegu).

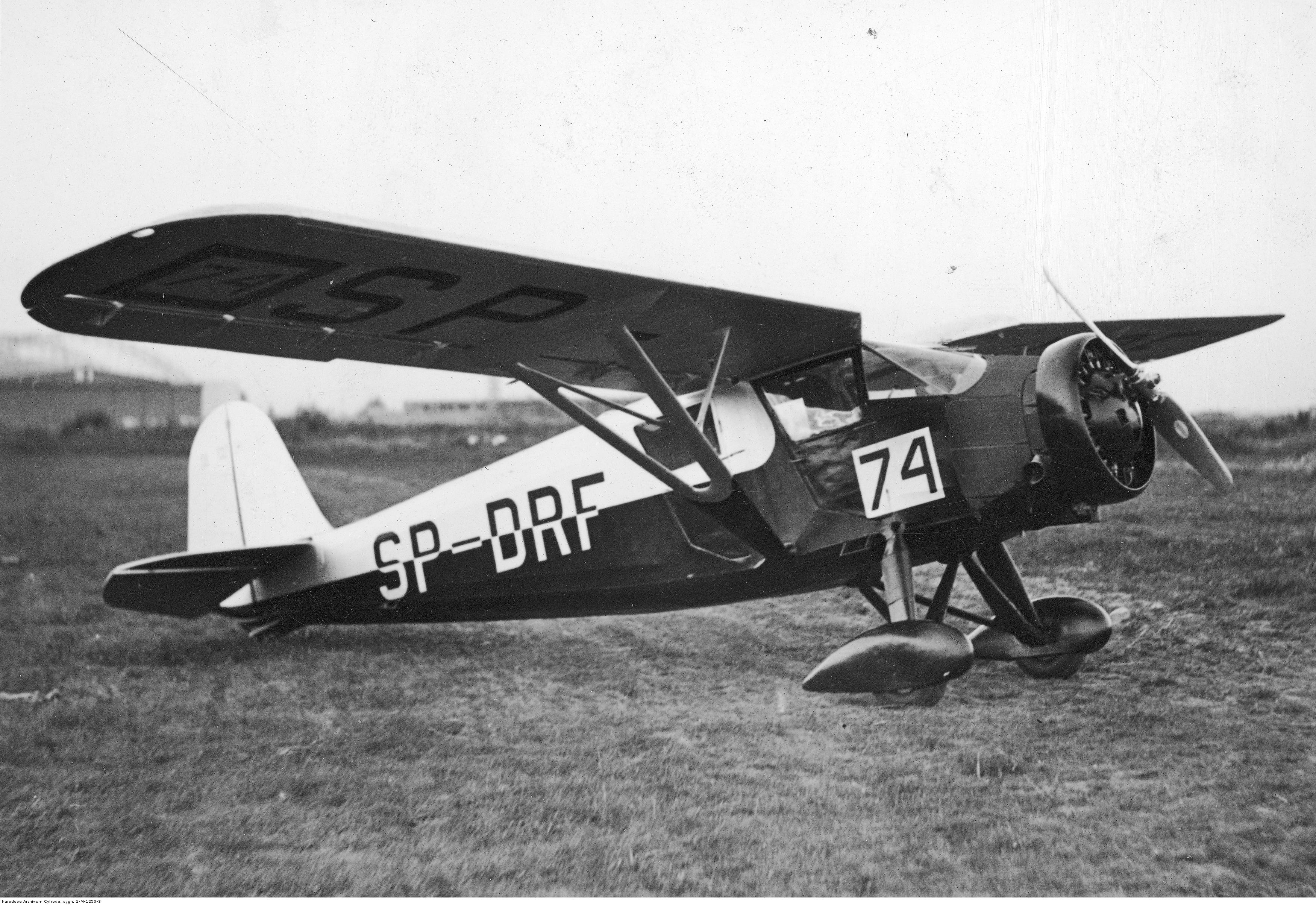
RWD-9 na Międzynarodowych Zawodach Samolotów Turystycznych Challenge 1934 w Warszawie

Samolot RWD-9S nr. rej. SP-DRD z nr. konkursowym 71, załoga kpt. Jerzy Bajan i mech. Gustaw Pokrzywka zajęła na Challange’u w 1934 I miejsce. II miejsce także należało do Polaków – samolot SP-DRC pilotowała załoga Stanisław Płonczyński i Stanisław Ziętek. Kolejne miejsca zajęte przez RWD-9S na tych zawodach to 7 (Jan Buczyński i Wiktor Rogalski) i 15 (Henryk Skrzypiński i Michał Lorenz), ponadto RWD-9W w barwach Czechosłowacji zajął 8 miejsce (pilot Jan Anderle i Jan Bina).
RWD-9 15 września 1935 r. wziął udział w III Międzynarodowym Meetingu Lotniczym na lotnisku mokotowskim w Warszawie. Samolot wziął udział w współzawodnictwie w krótkim lądowaniu pomiędzy pilotowanym przez Kazimierza Chorzewskiego RWD-9 a wiatrakowcem Cierva C.30 pilotowanym przez Bolesława Stachonia. RWD-9 przegrał jedynie o kilka metrów. W samolocie SP-DRC, w katastrofie nad Zatoką Gdańską zginęli lecący jako pasażerowie gen. Gustaw Orlicz-Dreszer oraz ppłk. i zawodnik piłkarskiej Polonii Warszawa, Stefan Loth z pilotem, kpt. Aleksandrem Łagiewskim w wyniku zawadzenia podwoziem samolotu o taflę wody. Przyczyny wypadku pozostały niezbadanie do końca, konstruktorzy nie zostali dopuszczeni do oględzin wraku.

## Losy poszczególnych egzemplarzy

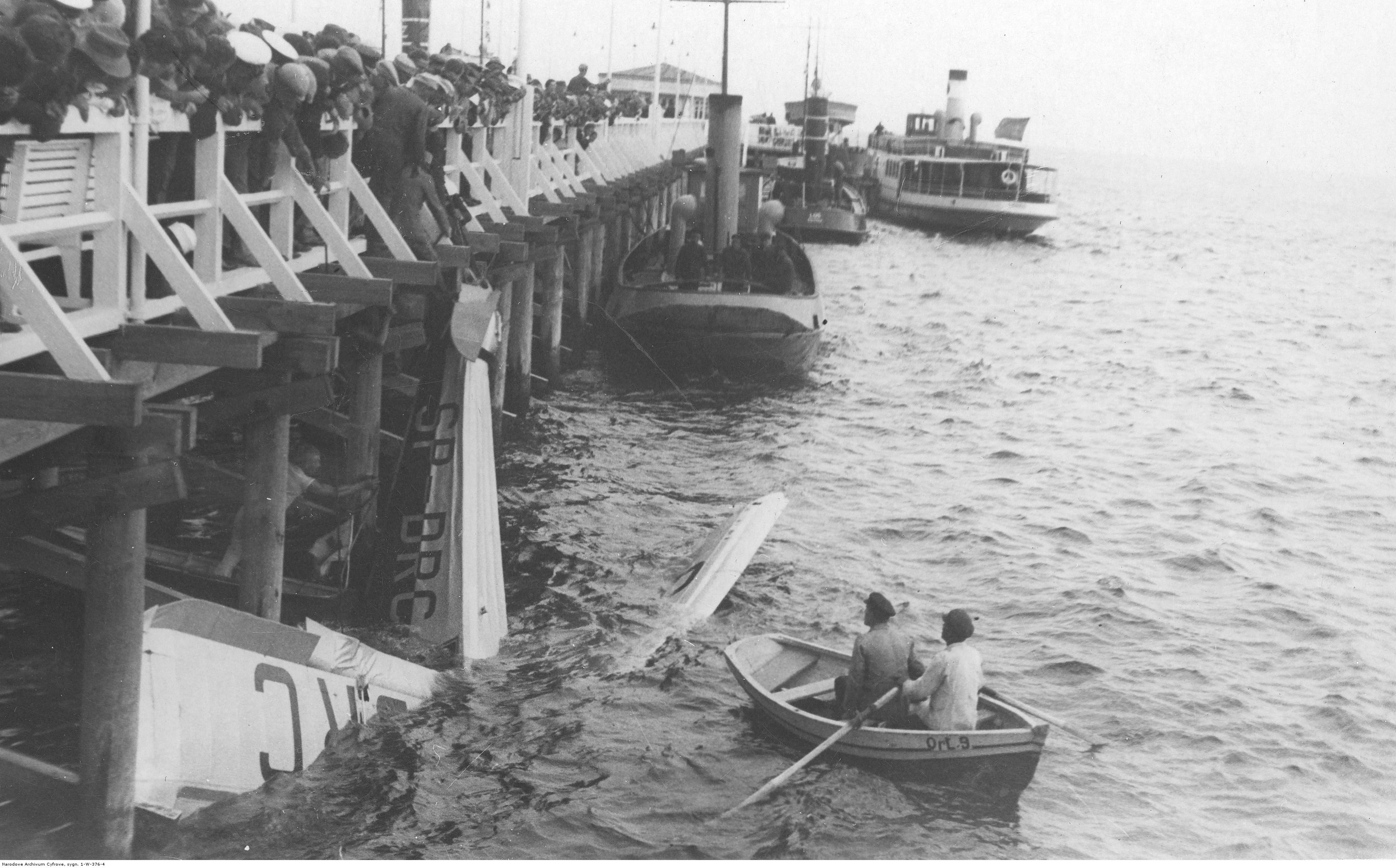
Wrak samolotu RWD-9 (SP-DRC) wydobywany z wody w porcie Gdynia

- nr ser. 62 – znaki (brak) – silnik Menasco Buccaner – pierwszy prototyp wyposażony w silnik rzędowy, skrzydła bez klap i płaskie szyby kabiny. Używany przez DWL do prób w locie, później przebudowany na RWD-20[16].
- nr ser. 90 – SP-DRF (Bebewuer-Lot) – silnik Skoda GR760 – w 1936 zniszczony w wypadku w Ustjanowej – pilot kpt. Edward Peterek (komendant Wojskowego Obozu Szybowcowego) i mechanik wyszli z niewielkimi obrażeniami[15].
- nr ser. 95 – SP-DRA (Śląsk) – silnik Walter Bora – pozostawiony w Algierze po uszkodzeniu silnika – sprzedany lotnictwu hiszpańskiemu – nr rej EM-W46 – rozbity 31.10.1936 koło Limoux (Francja) – zachował się oryginalny ster kierunku oraz drobne elementy.
- nr ser. 96 – SP-DRC (Dar Tytoniowców) – silnik Skoda GR760 – rozbity 16.07.1936 – prawdopodobnie zawadził podwoziem o wodę, pojawiały się plotki o sabotażu (konstruktorów nie dopuszczono do wraku). Śmierć ponieśli – pilot kpt. Aleksander Łagiewski i pasażer gen. Gustaw Orlicz-Dreszer.
- nr ser. 97 – SP-DRB (OPP-Lotniczka) – silnik Walter Bora – sprzedany lotnictwu hiszpańskiemu – nr rej EM-W50 – dalsze losy nieznane.
- nr ser. 98 – OK-AMD – silnik Walter Bora – używany przez Czechosłowackie Ministerstwo Spraw Wewnętrznych – sprzedany 1.12.1937 – dalsze losy nieznane.
- nr ser. 99 – SP-DRD (Jan Śniadecki) – silnik Skoda GR760 – Przekazany kpt. Bajanowi jako nagroda za zwycięstwo w Challange, później w latach 1936-1938 używany w Aeroklubie Warszawskim. Zniszczony we wrześniu 1939[17].
- nr ser 100 – SP-DRE (Podoficer I,) – silnik Skoda GR760 – zakupiony przez francuski Ośrodek Prób Lotniczych (Centre d’Essai en Vol) w Villacoublay – nr rej. F-AKHE po zniszczeniu silnika nieumiejętną obsługą skasowany.
- nr ser 101 – OK-AMC – silnik Walter Bora – poważnie uszkodzony przed Challange – po naprawie używany przez Czechosłowackie Ministerstwo Spraw Wewnętrznych – wyrejestrowany w 1939 r[18].

## Konstrukcja
Jednosilnikowy, czteroosobowy samolot sportowy w układzie zastrzałowego górnopłata
Kadłub o konstrukcji kratownicowej wykonanej z rur chromomolibdenowych. Wzmocniony szkieletem z listw drewnianych, kryty płótnem. Miejsca załogi umieszczone w parach, przednie fotele wyposażone w sterownice. Tablica przyrządów wyposażona w prędkościomierz, wysokościomierz, dwie busole, zegar, zakrętomierz, chyłomierz, wariometr, obrotomierz, manometr oleju, termometr oleju i paliwomierz. Podwójne drzwi z prawej strony kadłuba, pojedyncze z prawej. Przód kadłuba, w okolicach silnika, kryty blachą aluminiową. W dolnej części kadłuba był umieszczony bagażnik. Za silnikiem był umieszczony zbiornik paliwa. 
Płat dwudzielny, dwudźwigarowy o obrysie prostokątnym z zaokrąglonymi końcówkami. Do pierwszego dźwigara kryty sklejką, dalej płótnem. Usztywniony dwoma zastrzałami w układzie V. Płat wyposażony w klapy i trójdzielne sloty. Klapy sprzężone ze szczelinowymi lotkami. Wyposażony w mechanizm składania skrzydeł poprzez obrót wokół osi tylnego okucia skrzydłowego po wcześniejszym ustawieniu klap nad powierzchnią płata. Sloty opuszczały się samoczynnie przy zadanej prędkości minimalnej, co powodowało automatyczne wypuszczenie klap.
Usterzenie wolnonośne, krzyżowe. Stateczniki kryte sklejką, stery płótnem. Statecznik przestawialny w locie.
Podwozie trójpunktowe z płozą ogonową. Koła główne z amortyzatorami olejowo-powietrznymi i hamulcami Bendix, płoza z amortyzatorem olejowo-powietrznym.
Napęd – w samolocie zastosowano trzy równe typy silników mocowanych do kadłuba łożem spawanym z rur stalowych. Prototyp został oblatany z sześciocylindrowym silnikiem rzędowym Menasco Buccaneer B-6S-3 osiągającym moc startową 265 KM przy 2500 obr./min. Silnik miał masę 193 kg i napędzał dwułopatowe drewniane śmigło o stałym skoku firmy Szomański. Cztery egzemplarze, oznaczone jako RWD-9S, otrzymały dziewięciocylindrowy silnik gwiazdowy Skoda GR-760. Osiągał moc nominalną 260 KM przy 3000 obr./min oraz moc starową 290 KM przy 3300 obr./min. Masa silnika wynosiła 155 kg a jego średnica 0,97 m. Silnik był osłonięty pierścieniem Townenda, napędzał dwułopatowe, przestawialne śmigło VDM Sieger RS. Cztery inne egzemplarze, oznaczone jako RWD-9W, otrzymały dziewięciocylindrowy silnik gwiazdowy Walter Bora 1 ze sprężarką. Osiągał moc nominalną 200 KM przy 2100 obr./min oraz moc startową 220 KM przy 2300 obr./min. Miał masę 166 kg i średnicę 1,14 m. Napędzał dwułopatowe, przestawialne na ziemi, śmigło Letov.